# St. Ottilia (Ried)

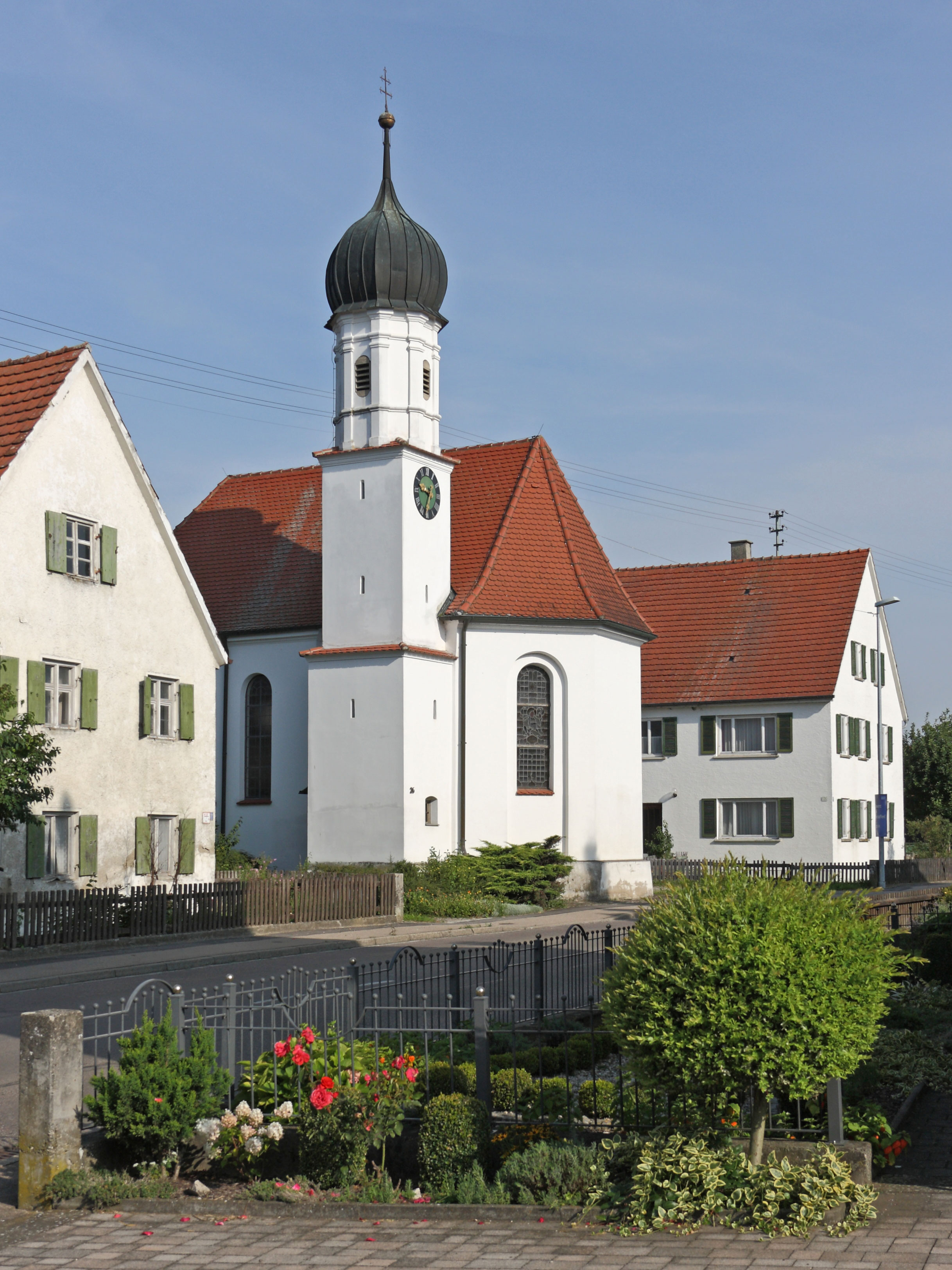
St. Ottilia in Ried, Kammeltal

Die römisch-katholische Filialkirche St. Ottilia steht in Ried, einem Gemeindeteil von Kammeltal im schwäbischen Landkreis Günzburg in Bayern. Das denkmalgeschützte Bauwerk ist in der Liste der Baudenkmäler in Kammeltal unter der Nr. D-7-74-145-12 eingetragen.

## Beschreibung
Die Saalkirche wurde 1778 nach einem Entwurf von Joseph Dossenberger errichtet. Sie besteht aus einem Langhaus, einem dreiseitig geschlossenen Chor im Osten und einem Chorflankenturm auf quadratischem Grundriss an der Südwand des Chors, dessen sich verjüngendes Geschoss die Turmuhr beherbergt. Darauf wurde ein sich nochmals verjüngendes Geschoss mit Pilastern an den acht Ecken aufgesetzt, das den Glockenstuhl beherbergt. Darauf sitzt eine Zwiebelhaube.
Der Innenraum des Langhauses ist mit einem Spiegelgewölbe überspannt, der des Chors mit einer Pendentifkuppel. Der Stuck und die Deckenmalereien wurden aus dem Umkreis von Johann Baptist Enderle geschaffen. Das Altarretabel des Hochaltars wurde 1823 von Konrad Huber mit Odilia von Köln bemalt.